# شاتره زرد
شاتره زرد (نام علمی: Corydalis flavula) نام یک گونه از تیره شقایقیان است.